# Keith Hughes
Keith Hughes (Carteret, New Jersey, 29. lipnja 1968.) umirovljeni je američki profesionalni košarkaš. Igrao je na poziciji krilnog centra, a izabran je u 2. krugu (47. ukupno) NBA drafta 1991. od strane Houston Rocketsa.

## Vanjske poveznice
- Profil na TheDraftReview.com